# Jotana
Jotana fou un antic estat tributari protegit a l'agència de Mahi Kantha, província de Gujarat, presidència de Bombai. La capital era Jotana una ciutat actualment al districte de Mehsana a l'estat de Gujarat a 23° 30′ N, 72° 18′ E / 23.500°N,72.300°E.